# The Longest Year
The Longest Year è il quinto EP del gruppo musicale svedese Katatonia, pubblicato il 15 marzo 2010 dalla Peaceville Records.

## Descrizione
Contiene l'omonimo brano originariamente pubblicato nell'ottavo album Night Is the New Day (uscito l'anno prima), l'inedito Sold Heart e un paio di remix, oltre ai videoclip di The Longest Year e Day and Then the Shade, rispettivamente diretti da Charlie Granberg e Lasse Hoile.

## Tracce
Testi e musiche di Jonas Renkse, eccetto dove indicato.
1. The Longest Year – 4:42
2. Sold Heart – 4:31
3. Day & Then the Shade (Frank Default Remix) – 5:35
4. Idle Blood (Linje 14) – 3:23 (Anders Nyström)
5. The Longest Year (Video) – 4:06
6. Day & Then the Shade (Video) – 4:26

## Formazione
Gruppo
- Jonas Renkse – voce, arrangiamento
- Anders Nyström – chitarra, arrangiamento, remix (traccia 4)
- Fredrik Norrman – chitarra, arrangiamento
- Mattias Norrman – basso, arrangiamento
- Daniel Liljekvist – batteria, arrangiamento

Altri musicisti
- Frank Default – sintetizzatore, programmazione, Fender Rhodes e percussioni, textures aggiuntivi (traccia 2), remix (tracce 3 e 4)

Produzione
- Anders Nyström – produzione
- Jonas Renkse – produzione
- David Castillo – coproduzione, missaggio, ingegneria del suono
- Jens Bogren – mastering

## Classifiche
| Classifica (2010) | Posizione massima |
| ----------------- | ----------------- |
| Francia           | 90                |